# Lista de armas da Segunda Guerra Mundial

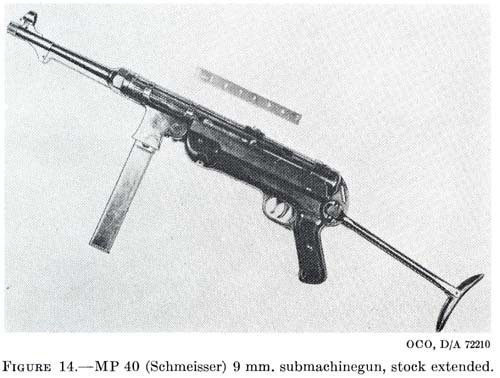
Submetralhadora alemã Mp40

Esta é uma lista de armas de infantaria usadas na Segunda Guerra Mundial (1939–1945).

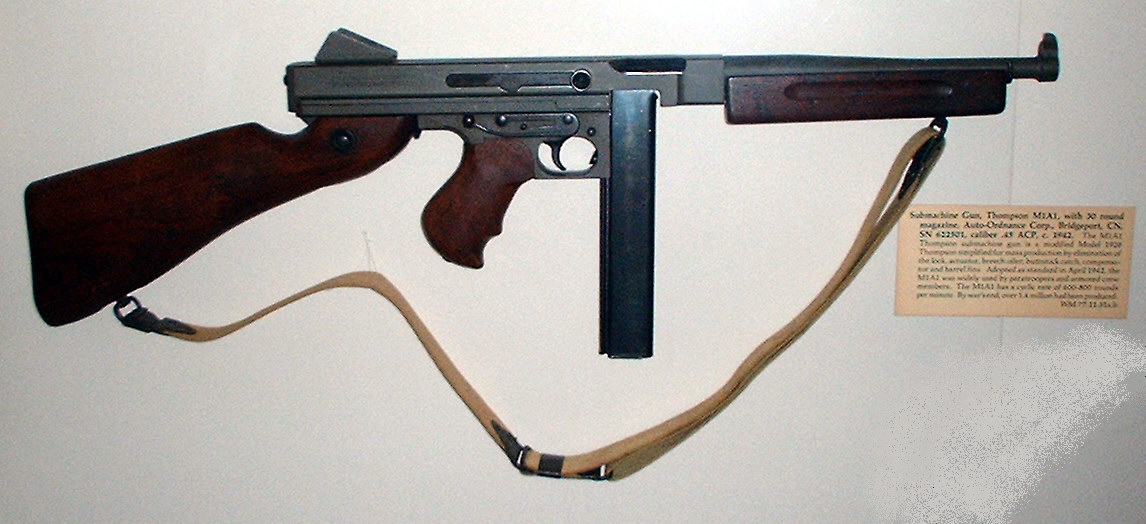
Submetralhadora americana Thompson (modelo de carregador reduzido).

## Reino da Albânia
Armas de mão

- Glisenti Model 1910
- Beretta M1934
- Mauser C96
- Browning HP
- FN Model 1910
- Webley Mk.VI

Rifles e armas de longo alcance

- Carcano modello 1891
- 1903 Mannlicher-Schoenauer
- Pattern 1914 Enfield

Submetralhadoras
- Beretta modello 1918
- Beretta modello 1938
- MP 18
- MP 35
- Lanchester submachine gun

Metralhadoras
- Breda modello 1930
- Breda Modello 1937
- SG-43 Goryunov
- Degtyaryov DP-28
- Schwarzlose MG M.07/12
- MG 08[1]
- Vickers machine gun

## Austrália
Armas de mão
- Webley Mk.VI (.455) & Mk.IV (.38/200)
- Smith & Wesson Victory Model
- Enfield revolver
- Browning Hi-Power[2]

Rifles e armas de longa distância

- Lee–Enfield No. 1 Mk III
- Lee-Metford
- Pattern 1914 Enfield[3]

Submetralhadoras
- Owen Gun[4]
- Thompson M1928A1[5]
- Sten
- Austen submachine gun

Metralhadoras
- Lewis Gun[6]
- Bren light machine gun[7]
- Vickers machine gun

Armas antitanque

- PIAT
- Boys anti-tank rifle[8]

Granadas
- Mills bomb No. 36M

Morteiros
- Stokes mortar
- Ordnance SBML 2-inch mortar
- Ordnance ML 3 inch Mortar[9]
- Ordnance ML 4.2 inch Mortar

## Estado Federal Da Áustria
Armas de mão
- Roth–Steyr M1907
- Steyr M1912
- Dreyse M1907
- Mauser C96

Fuzis
- Steyr-Mannlicher M1895

Submetralhadoras
- MP 34

Metralhadoras
- MG 30
- Schwarzlose MG M.07/12

## Reino da Bélgica
Armas de mão

- Nagant Model 1895
- Browning High-Power[2]
- Ruby pistol
- FN Modèle 1903
- FN Modèle 1910
- FN Modèle 1922

Fuzis
- Mauser Modèle 1889
- Mauser Modèle 1935
- Lee–Enfield No.4

Submetralhadoras
- MP 28
- Sten

Metralhadoras leves

- FN Modèle 1930
- MG 08/15

Metralhadoras médias
- Hotchkiss Modèle 1914
- MG 08

Metralhadoras pesadas
- Vickers machine gun

Baionetas
- Modèle 1924

## Estados Unidos do Brasil[10]
Armas de mão

- Pistola Colt M1911 .45 ACP[11]
- Revolver Smith & Wesson .45, modelo 1917[11]

Rifles

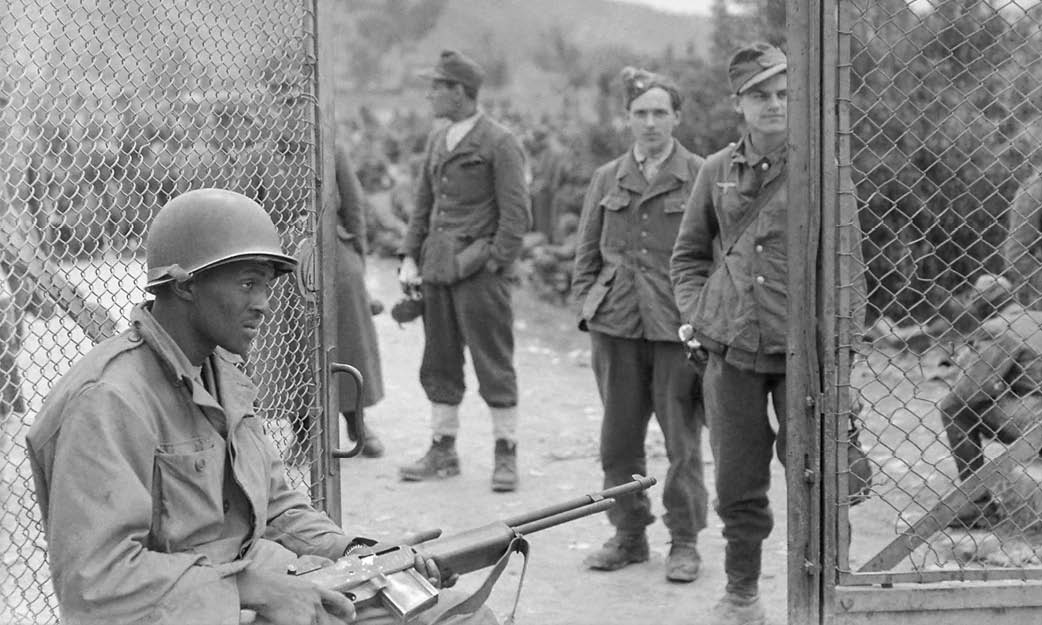
Terceiro-sargento da FEB armado com uma B.A.R.

- Springfield M1903 (fuzil padrão emitido)
- Fuzil Garand M-1 (números limitados)[11]
- Carabina M-1[11]
- FN M1924 (frente interna)
- Vz. 24 (frente interna)
- Vz. 33 (frente interna)
- Mauser Modelo 1908 (frente interna)[12]

Submetralhadoras
- Submetralhadora M-3, “Grease Gun”[11]
- Submetralhadora Thompson M1A1 .45 ACP[11]

Metralhadoras leves
- Fuzil Metralhador Browning – B.A.R[11]
- Madsen (frente interna)
- Hotchkiss M1922 (frente interna)[12]

Metralhadora médias
- Metralhadora Browning M1919[13]
- Hotchkiss M1914

Metralhadoras pesadas
- Browning M1917
- Metralhadora Browning M2
- MG 08 (frente interna)

Lança-chamas
- Lança-chamas M2

Armas antitanque
- Lança-Rojão 2.36 pol. M9A1[14]

Granadas
- Granada de Mão MK-II A1

## Reino da Bulgária
Armas de mão
- Tokarev TT

Fuzis
- Steyr-Mannlicher M1895
- Mosin–Nagant M91/30

Submetralhadoras
- ZK-383[15]
- MP 34
- PPSh-41

Metralhadoras
- Madsen machine gun
- MG 08
- MG 30
- Degtyaryov DP-28
- Schwarzlose MG 07/12

## Domínio do Canadá
Armas de mão
- Colt M1911
- Smith & Wesson Triple Lock
- Browning Hi-Power[2]
- Smith & Wesson Victory Model
- Webley Revolver
- Enfield Revolver
- Colt Police Positive

Submetralhadoras
- Sten
- M50 Reising[16]
- Lanchester (submetralhadora)[17]

Fuzis
- No. III Lee–Enfield
- No. 4 Mk I Lee–Enfield
- Ross Rifle
- U.S. Enfield M1917

Metralhadoras
- Bren light machine gun
- Lewis Gun
- M1941 Johnson machine gun
- Vickers machine gun
- Browning M1919

Escopetas
- Winchester M1897
- Ithaca 37

Granadas
- Mills bomb
- No 68 AT Grenade
- Mk.2 Frag Grenade

## Primeira República Eslovaca
Armas de mão
- Pistole vz. 24
- Pistole vz. 22

Fuzis
- ZB vz. 24

Metralhadoras leves
- ZB vz. 26
- ZB vz. 30

Metralhadoras pesadas

- Kulomet vz. 24 (Schwarzlose)

Morteiros
- 80 mm vz. 36 – medium mortar

## República da China
Armas de mão
- Astra Model 900
- Mauser C96 (Cópia chinesa)
- Mauser M712
- Browning Hi-Power[2]
- FN M1900 (Cópia chinesa)
- FN Model 1922
- Nambu Tipo 14
- Nambu Tipo 94
- Revólver Tipo 26
- Colt Model 1903 Pocket Hammerless
- Nagant M1895

Fuzis
- Type 24 rifle
- Hanyang Type 88[18]
- Mauser 98[19]
- ZH-29
- Vz. 24
- M1 Carabina[20]
- FN 1924
- SVT-40 (apenas usado pelas forças comunistas)
- Type 30 rifle
- Type 38 rifle
- Type 44 carbine, e Type 99 rifle
- 1903 Mannlicher-Schoenauer
- General Liu rifle
- Mondragón rifle

Submetralhadoras
- PPSh-41 (apenas usado pelas forças comunistas)
- PPS (apenas usado pelas forças comunistas)
- Type 100 submachine gun
- United Defense M42
- MP 34[21]

Escopetas
- Browning Auto-5
- Ithaca 37
- IZH-43

Metralhadoras leves
- ZB vz.26[19]
- ZB-30[22]
- Bren LMG[19]
- Lahti-Saloranta M/26
- Degtyaryov DP-28
- Type 11 light machine gun
- Type 96 light machine gun
- Type 99 light machine gun
- Hotchkiss M1922 machine gun
- FM 24/29 light machine gun
- Madsen machine gun

Metralhadoras médias
- MG34 (Cópia chinesa)

Metralhadoras pesadas

- Japanese Type 3 heavy machine gun
- Chinese Type 24 Heavy Machine Gun (Cópia chinesa do MG 08)
- Chinese Type 30 Heavy Machine Gun[23]
- PM M1910

Armas antitanque

- Boys anti tank rifle
- PTRD
- Chinese Type 36 recoilless rifle (cópia local do M18 recoilless rifle)

Granadas
- Type 23 (Cópia chinesa do Model 24 grenade)

Close quarters weapons
- Dadao
- Miao dao
- HY1935 bayonet
- Qiang (spear)
- Type 30 bayonet

## Checoslováquia
Armas de mão
- Pistole vz. 22
- Pistole vz. 24
- ČZ vz. 27
- ČZ vz. 38

Fuzis
- vz. 24
- vz. 33
- ZH-29
- Steyr-Mannlicher M1895
- ZK-383[15]

Metralhadoras
- ZB vz. 26
- ZB-30
- ZB-50
- ZB-53[24]

## Estado Independente da Croácia
Armas de mão
- FN Model 1922

Fuzis
- vz. 24

Submetralhadoras
- Erma EMP
- PPSh-41
- Suomi KP/-31

Metralhadoras
- Fiat-Revelli Modello 1914
- ZB vz. 26

Morteiros
- Stokes mortar (60 mm)
- Brandt Mle 27/31 (81 mm)
- 8 cm Granatwerfer 34
- Granatwerfer 42

Granadas
- Stielhandgranate Model 24
- Model 24 smoke grenade

Facas e baionetas

- Kampfmesser 42
- Seitengewehr 98

## Reino da Dinamarca
Armas de mão
- Bergmann–Bayard pistol M10
- Danish M1880/85 Army Revolver
- Browning Hi-Power[25]
- Welrod (usado pelo Movimento de Resistência Dinamarquês)[26]

Fuzis
- Gevær M/89
- Gevær m/96
- Ljungman Ag m/42
- Lee–Enfield

Submetralhadoras
- Lettet-Forsøgs submachine gun
- Sten Gun (usado pelo Movimento de Resistência Dinamarquês)[27]

Metralhadoras
- Madsen machine gun
- M29 medium machinegun

Armas antitanque

- Madsen 20 mm anti-aircraft cannon
- 37 mm Fodfolkskanon m1937 (Dinamarquês Bofors 37 mm)

Granadas de mão

- Danish M.1923
- Makeshift grenades and bombs

## República da Finlândia
Armas de mão
- Browning Hi-Power
- FN Model 1903
- Colt M1911 (capturado)
- FN Model 1910
- FN Model 1922
- Lahti L-35[28]
- Mauser C96 (614 pistolas usadas)
- Walther P38
- Nagant M1895 (capturado)
- Ruby pistol
- Pistole vz. 24
- TT-33 (capturado)
- Beretta Modello 1934
- Beretta Modello 1935

Fuzis
- M28 rifle a.k.a. Pystykorva[29]
- m/96 Mauser a.k.a. Carl Gustav M96

Submetralhadoras
- Suomi KP/-31[30]
- PPD-40 (capturado)[30]
- MP 28
- Sten (capturado)

Metralhadoras
- Chauchat
- Lahti-Saloranta M/26
- ZB vz. 26
- Maxim M/32-33
- SG-43 Goryunov
- Degtyaryov DP-28 (capturado)
- Kg/1940 Light machine gun (usado por voluntários suecos)
- Madsen machine gun (usado por voluntários dinamarqueses e noruegueses)
- MG 08
- MG 34 (Uso limitado)

Armas antitanque

- Lahti L-39
- Boys anti-tank rifle
- Solothurn S-18/100
- 25 mm Hotchkiss anti-tank gun
- Bofors 37 mm
- Madsen 20 mm

Granadas
- Molotov cocktail
- Model 24

Armas antiaéreas 

- 7,62 ITKK 31 VKT
- 20 ITK 40 VKT
- Madsen 20 mm anti-aircraft cannon
- 20 ITK 30
- 20 ITK 38K
- 20 ITK 35
- 75 ITK 37
- Vickers Model 1931

Facas
- Puukko

Minas
- Panssarimiina m/36
- Panssarimiina m/39
- Panssarimiina m/44
- Panssarimiina m/S-39
- m/S-40

Armas de mão
- Modèle 1892 revolver
- MAS 1873 revolver
- SACM M1935A
- Savage Model 1907
- Star Model 14
- Ruby pistol
- Union pistol

Fuzis
- Berthier 1892m16 carbine
- Berthier 1907/15 rifle
- MAS-36
- Lebel Model 1886 rifle
- Semi-automatic rifle MAS-40
- Semi-automatic rifle R.S.C. Mle 1917-Mle 1918

Submetralhadoras
- MAS-38
- Erma EMP
- Ribeyrolles 1918 automatic carbine

Metralhadoras
- MAC 24/29
- Hotchkiss M1922 machine gun
- Chauchat
- Hotchkiss M1914
- Reibel machine gun
- Darne machine gun

Armas antitanque

- Fusil anti-char Boys

Granadas
- F1 grenade (France)
- OF 37 offensive grenade
- VB rifle grenade

Morteiros
- Brandt mle 27/31

## O Terceiro Reich (Alemanha Nazi)
Armas de mão
- Walther P38[31]
- Luger P08[32]
- Walther PP, PPK[32]
- Kongsberg Colt
- Astra 400
- Astra 600
- Astra 900
- Sauer 38H
- Ruby pistol
- Volkspistole
- Pistolet wz.35 Vis[33]
- Pistole vz. 24[34]
- Steyr M1912
- Mauser HSC[32]
- Dreyse M1907
- Mauser C96
- Tokarev TT-33 (capturado na frente oriental)
- Beretta M1934[35]
- Browning Hi-Power[2]
- FN Modelo 1910/22[36]

Fuzis
- Gewehr 98[37]
- Karabiner 98k[37]
- Karabinek wz. 1929
- Krag-Jørgensen
- 35M rifle
- Carcano
- Gewehr 41[37]
- Gewehr 43[37]
- Gewehr 88
- Volkssturmgewehr 1-5
- Mosin–Nagant M91/30 (várias unidades capturadas na frente oriental entre 1941-1942)[29]
- vz. 24
- vz. 33

Submetralhadoras
- Astra 903
- MP 18/MP 28[16]
- MP 34
- MP 35
- MP 38
- MP 40
- MP 41
- MP 3008
- MAS-38 (unidades capturada durante a ocupação da França)[38]
- ZK-383[15]
- Erma EMP
- PPSh-41 (capturada na frente oriental)[39]
- Beretta Model 38

Metralhadoras
- Maxim Gun
- VMG-27 – Metralhadora leve
- MG 08
- MG 13
- MG 15
- MG 17
- MG 30
- MG34[40]
- MG42
- Breda M30
- Madsen machine gun
- Degtyaryov DP-28
- ZB vz.26[34]
- ZB vz.24
- Maschinengewehr 30(t)
- ZB-53[24]
- FM 24/29 light machine gun

Fuzis de Assalto

- StG44[41]
- MKb42(H)
- FG42[37]

Fuzis de precisão

- Gewehr 43
- Gewehr 98
- Karabiner 98k
- Karabiner 98k (com luneta de precisão)

Escopetas
- M30 Luftwaffe drilling

Armas antitanque

- Panzerfaust
- Panzerschreck
- Panzerbüchse 38 & Panzerbüchse 39
- 8.8 cm Raketenwerfer 43
- Sturmpistole
- 37 mm Fodfolkskanon m1937
- wz.36
- PTRS-41
- Wz. 35 anti-tank rifle
- Solothurn S-18/100
- 13.9-mm Panzerabwehrbüchse 782(e)
- Madsen 20 mm anti-aircraft cannon

Lança-chamas
- Flammenwerfer 35
- Einstossflammenwerfer 46
- Flammenwerfer 41

Granadas
- Model 24 Stielhandgranate
- Model 43 Stielhandgranate
- Model 39 Eiergranate
- Splitterring
- S-mine

Lança granadas

- Schiessbecher

Close quarter weapons
- Kampfmesser 42
- S84/98 III Bayonet

Morteiros ou Granatwerfer
- 5 cm leGrW 36
- 8 cm Granatwerfer 34
- Kz 8 cm GrW 42
- Granatwerfer 42
- Leichtgeschutz 40 (LG 40)

## Reino da Grécia
Armas de mão
- Ruby pistol[42]
- Nagant M1895[42]
- Bergmann M1908
- FN Model 1910[42]
- Colt Official Police

Fuzis
- Mannlicher–Schönauer M1903/14/27/3
- Mannlicher M95/24
- Mannlicher M1888
- Lebel Model 1886 rifle
- Berthier Fusil Mle 1907/15
- Mousqueton Berthier Mle 1892/M16
- Gras rifle

Submetralhadoras
- EPK (Pyrkal) Machine gun
- MP 34[42]

Metralhadoras leves

- Chauchat[42]
- Hotchkiss M1922 machine gun
- Breda M30

Metralhadoras
- EPK (Pyrkal) Machine gun
- Hotchkiss M1914 machine gun[42]
- Hotchkiss M1926[42]
- St. Étienne Mle 1907[42]
- Schwarzlose MG M.07/12

Morteiros
- Brandt Mle 27/31

## Reino da Hungria
Armas de mão
- FÉG 37M Pistol
- Frommer Stop
- Walther P38
- FÉG 29M
- Frommer Lilliput
- 20M flare pistol
- 42M flare pistol
- 43M flare pistol

Fuzis
- 35M rifle[43]
- Steyr-Mannlicher M1895[44]
- 95M Mannlicher[44]
- 31M rifle
- 30M rifle
- 38M rifle

Submetralhadoras
- Danuvia 39M
- Danuvia 43M
- MP35
- MP40

Metralhadoras
- MG 34
- [[Solothurn 31M light MG
- [[Schwarzlose 7/31M heavy MG
- Madsen LMG
- Degtyaryov DP-28
- 1934M Stange (MG34)
- 1942M Grunov (MG42)
- 42M (MG131)

Armas antitanque

- Solothurn 36M 20mm anti-tank rifle (S-18/100)
- Panzerschreck
- Kis Páncélököl (Panzerfaust Klein)
- Nagy Páncélököl (Panzerfaust 30)
- 43M kézi páncéltörő vető
- 44M kézi páncéltörő vető
- 36M mine
- 43M mine

Granadas
- L-28M Goldmann
- 31M Vesiczky
- 36M Vécsey
- 37M Demeter
- 42M Vecsey[45]
- 39A/M fire Grenade (Coquetel molotov)
- 43M smoke grenade
- Lila füstgyertya

## Reino da Itália (Fascista)
Armas de mão
- Beretta Modello 1923
- Beretta Modello 1934[46]
- Beretta Modello 1935
- Bodeo Modello 1889[46]
- Glisenti Modello 1910[46]
- Roth–Steyr Modell 1907
- Steyr Modell 1912
- Ruby pistol
- Walther P38
- Mauser C96
- Rast & Gasser M1898[47]

Fuzis
- Carcano modello 1891[48]
- Carcano modello 1938[48]
- Carcano modello 1941
- Revelli modello 1939[48]
- Steyr-Mannlicher Modell 1895
- Karabiner 98k

Submetralhadoras
- Beretta modello 1918
- Beretta modello 1938[49]
- FNAB-43
- MP 40
- OVP
- TZ-45
- Sten

Metralhadoras leves

- Breda modello 1930[48]
- Breda Mod. 5C[48]
- FM 24/29 light machine gun

Metralhadoras médias

- Breda Mod. 5G
- Breda Modello 1937[49]
- Breda Modello 1938[49]
- Fiat–Revelli Modello 1914
- Fiat–Revelli Modello 1935[49]

Metralhadoras pesadas

- Breda Modello 1931

Morteiros
- Mortaio 45/5 modello 1935
- Mortaio 81/14 modello 1935

Armas antitanque

- Panzerfaust 30
- Solothurn S-18/100[50]
- Solothurn S-18/1000
- Solothurn S-18/1100
- Wz. 35

Granadas
- Breda Mod. 35[50]
- Breda Mod. 42
- SRCM Mod. 35
- OTO Mod. 35[50]
- OTO Mod. 42
- OTO Tipo L
- Passaglia Grenade

Lança-chamas
- Lanciafiamme Modello 35
- Lanciafiamme Mod. 41
- Lanciafiamme Mod. 41 d'assalto

Baionetas
- Modello 1891 "sciabola baionetta"
- Modello 1891/38 "pugnale baionetta"

## Império do Japão
Armas de mão

- Astra 900
- FN M1905[51]
- FN M1910[52][53]
- Smith & Wesson Model 3
- Pistola Nambu[54]
- Nambu Tipo 14[55]
- Nambu Tipo 94[56]
- Revolver Tipo 26
- Hamada Type pistol
- Sugiura pistol
- Smith & Wesson Model 3[57]

Rifles
- TERA rifle
- Arisaka Type 5
- Arisaka Type 30
- Arisaka Type 35
- Arisaka Type 38
- Arisaka Type 38 Cavalry Rifle
- Arisaka Type 44 Cavalry Rifle[58]
- Arisaka Typer 97 Sniper Rifle[59]
- Arisaka Type 99[60]
- Arisaka Type 99 Sniper Rifle
- Arisaka Rifle
- Type I Rifle

Submetralhadoras
- Nambu Tipo 100 SMG
- Arsenal de Tóquio Modelo 1927
- Nambu Tipo II
- MP 34[21]

Armas antitanque

- Type 97 20 mm anti-tank rifle
- Type 99 mine
- Lunge AT mine

Metralhadoras
- ZB vz. 26
- Type 11 Light Machine Gun[61]
- Type 89 machine gun
- Type 92 machine gun[62]
- Type 98 machine Gun
- Type 96 Light Machine Gun[63]
- Type 97 heavy tank machine gun
- Nambu Tipo 99
- Type 92 Heavy Machine Gun
- Type 1 Heavy Machine Gun
- Type 3 Heavy Machine Gun
- Madsen Machine Gun (unidades capturadas)[64]

Granadas
- Type 4 Grenade
- Type 10 Fragmentation Hand/Discharger Grenade
- Type 91 Fragmentation Hand/Discharger Grenade
- Type 97 Fragmentation Hand Grenade
- Type 98 grenade
- Type 99 Hand/Rifle Fragmentation Grenade

Morteiros
- Type 98 50 mm Mortar
- Type 11 70 mm Infantry Mortar[65]
- Type 97 81 mm Infantry Mortar
- Type 99 81 mm mortar
- Type 94 90 mm Infantry Mortar[66]
- Type 97 90 mm Infantry Mortar
- Type 2 12 cm Mortar
- Type 90 light mortar
- Type 96 150 mm Infantry Mortar
- Type 97 150 mm Infantry Mortar

Lança-chamas
- Type 93 / Type 100[67]

Lança-granadas
- Type 10
- Type 89

Espadas
- Shin guntō
- Katana Gendaitō
- Type 30 bayonet
- Type 42 bayonet

## República da Lituânia
Armas de mão

- Tokarev TT-33
- M1895 Nagant
- Browning Hi-Power[25]

Submetralhadoras
- MP 18
- MP40
- PPD-40

Rifles
- Mauser 24L
- Mosin–Nagant

Metralhadoras
- ZB vz.26
- MG 08/15
- Madsen machine gun
- MG 08
- PM M1910

## República da Estônia
Armas de mão
- Nagant 1895

Fuzis
- Mosin–Nagant

Submetralhadoras
- Tallinn Arsenal
- Suomi KP/-31
- Carl Gustav m/45

Mesarodahlart
- Madsen machine gun
- Maxim M1910

## República da Letônia
Armas de mão
- Nagant 1895

Fuzis
- Ross Rifle
- Mosin-Nagant Model 1891/30

Submetralhadoras
- Tallinn Arsenal
- Carl Gustav m/45

## Grão Ducado de Luxemburgo
Armas de mão
- Webley Revolver
- Browning Hi-Power

Fuzis
- Swedish m/96 Mauser
- Lee–Enfield
- Pattern 1914
- Ross Rifle

Submetralhadoras
- Sten

Metralhadoras
- MG 08
- Vickers machine gun
- Bren light machine gun

## Malásia Britânica
Armas de mão
- Webley Mk IV
- Colt M1911A1
- Browning HP
- S&W Model 10

Submetralhadoras
- Owen
- Sten Mk II
- L2A3 Sterling
- M3
- M50 Reising

Fuzis
- Lee–Enfield No.1 Mk III
- Lee–Enfield No.4 Mk I
- Lee–Enfield No.5 Mk I

Metralhadoras
- Bren Mk I
- Bren Mk II
- Lewis Mk I
- Vickers Mk I
- MG08

Armas antitanque

- PIAT
- Boys Anti-Tank Rifle

Granadas
- Type 97 Grenade
- No.36M Mk.I
- Mk.2 Fragmentation Hand Grenade
- Molotov Cocktail

Facas
- Keris
- Parang
- Fairbairn–Sykes fighting knife
- Bayonet

## Estados Unidos Mexicanos
Armas de mão
- Obregón pistol
- Colt M1911
- Smith & Wesson M&P

Fuzis
- Mauser M1895, M1902, M1936
- M1 Garand
- M1 Carbine
- Winchester 1895

Submetralhadoras
- M3 submachine gun

Metralhadoras
- Browning M1919
- Hotchkiss M1914
- Mendoza C-1934
- Madsen machine gun
- Vickers machine gun

## República Popular da Mongólia
Fuzis
- Mosin–Nagant

Submetralhadoras
- PPSh-41
- PPS-43

Metralhadoras
- Russian M1910 Maxim
- SG-43 Goryunov
- DShK

## Reino dos Países baixos
Armas de mão
- FN Model 1903
- FN Model 1910/22[36]
- Browning Hi-Power
- Mauser C96
- Borchardt-Luger[68]
- Sauer M30

Rifles
- Mannlicher M1895[69]
- Lee–Enfield[70]
- M1941 Johnson rifle

Submetralhadoras
- Sten
- UD M42 (utilizado por forças de resistência e pelo Exército Real das Índias Orientais Holandesas)[71]

Metralhadoras
- Schwarzlose MG M.07/12[72]
- Lewis Gun
- Bren light machine gun
- Vickers machine gun
- Madsen machine gun[64]
- MG08

Armas antitanque
- Solothurn S-18/1100

## Domínio da Nova Zelândia
Armas de mão
- Smith & Wesson M&P
- Webley Revolver
- Enfield No. 2
- Browning Hi-Power

Fuzis
- Lee–Enfield

Submetralhadoras
- Owen submachine gun
- Sten

Metralhadoras
- Charlton Automatic Rifle (1500)
- Bren light machine gun
- Lewis gun
- Vickers machine gun
- MG 08 (uma única unidade, capturada no contexto da Primeira Guerra Mundial como troféu, modificada para uso durante a ameaça japonesa em 1942)[73]

Armas antitanque
- Boys anti-tank rifle
- PIAT

Granadas
- Mills bomb

## Reino da Noruega
Armas de mão
- Colt M1914[74]

Fuzis
- Krag–Jørgensen Model 1898[74]
- Lee–Enfield (usado pelo movimento de resistência)
- Ljungman Ag m/42
- Karabiner 98k
- Swedish m/96 Mauser

Submetralhadoras
- Sten (usado pelo movimento de resistência)[27]

Metralhadoras
- Madsen M/22 and M/14
- Colt M/29
- Hotchkiss M1914 machine gun

Granadas
- Makeshift grenades and bombs

## Segunda República Polonesa
Armas de mão
- Browning Hi-Power
- Radom Pistolet wz.35 Vis[33]

Fuzis
- Lee–Enfield
- Mosin Nagant[29]
- Kbsp wz. 1938M

Submetralhadoras
- Sten (utilizado pela resistência, conhecido como Exército Nacional)[27]
- Bechowiec-1
- Błyskawica submachine gun
- Mors wz. 39
- Thompson submachine gun
- Horoszmanów submachine gun

Metralhadoras
- Ckm wz.30
- rkm Browning wz.1928
- Machine gun Type C
- Ckm wz.32
- Bren
- DP

Armas antitanque
- Kb ppanc wz.35
- wz.36

Granadas
- Fragmentation Grenade wz.1933
- Concussion Grenade wz.1933
- wz.S smoke grenade

Lança granadas
- Granatnik wz.36

Morteiros
- wz.18 mortar
- wz.28 mortar
- wz.18/31 mortar
- wz.31 mortar
- wz.32 heavy mortar
- wz.40 mortar

## Reino da Romênia
Armas de mão
- Ruby pistol
- Beretta M 1934
- Steyr M1912
- Beretta M 1935
- Browning Hi-Power[25]

Fuzis
- Mannlicher M1895
- Carcano
- vz.24

Submetralhadoras
- Orita M1941
- MP40
- Moschetto Automatico Beretta 1938

Metralhadoras
- ZB vz. 26
- ZB-30
- MG 34
- PM M1910
- ZB-53

## União Sul-Africana
Armas de mão
- Webley Revolver

Fuzis
- Lee–Enfield
- Rieder Automatic Rifle
- Jungle Carbine

Submetralhadoras
- Sten

Metralhadoras
- Vickers machine gun
- Bren light machine gun

Armas antitanque
- PIAT
- 3.5-inch rocket launcher

Morteiros
- 2-inch mortar

## União Soviética
Armas de mão
- Tokarev TT-33[75]
- Nagant 1895[76]
- Korovin TK

Submetralhadoras
- PPD-34/38 (utilizado principalmente por unidades fronteiriças e NKVD)[77]
- PPD-40[77]
- PPSh-41[78]
- PPS-42[79]
- PPS-43
- M50 Reising (recebidas através de Lend-Lease)[16]
- M1928A1 Thompson (recebidas através de Lend-Lease)[80]
- M1 Thompson (recebidas através de Lend-Lease)[80]
- MP40 (capturadas e utilizadas por forças partisans e comuns)[81][82]

Fuzis de assalto
- Fedorov Avtomat (Usado na Guerra de Inverno)
- AVS-36
- AVT-40

Fuzis de assalto
- Mosin–Nagant M91/30[29]
- Mosin–Nagant M38 Carbine[29]
- Mosin–Nagant M44 Carbine[29]
- Karabiner 98k (capturadas e utilizadas por forças partisans)[81]
- Tokarev SVT-38[83]
- Tokarev SVT-40[83]
- SKS

Armas antitanque
- PTRD-41 Fuzil antitanque
- PTRS-41 Fuzil antitanque

Metralhadoras
- DP-28
- DTM-4
- Maxim-Tokarev
- RPD (limitada)
- SG-43 Goryunov
- DShK
- DS-39 (produção descontinuada após a invasão alemã)
- LAD machine gun
- Maxim M1910
- Slostin
- MG34 (capturadas e utilizadas por forças partisans)[81]

Granadas
- F1 grenade (Russia)
- RGD-33 grenade
- RG-41
- RG-42
- RPG-40
- RPG-43
- RPG-6
- Model 1914 grenade
- Molotov cocktail

Lança granadas
- Diakonov

Facas
- NR-40

Lança-chamas
- ROKS-2
- ROKS-3

Armas antitanque
- Panzerfaust 60-Capturada da Wehrmacht

Minas
- TM-35 mine
- PMK-40

## Reino da Suécia
Armas de mão
- Lahti L-35

Rifles
- Swedish Mauser
- Ljungman Ag m/42

Submetralhadoras
- Suomi KP/-31
- Carl Gustav m/45

Metralhadoras
- Kg m/40 light machine gun
- Schwarzlose machine gun
- Ksp m/42

Armas antitanque
- Bofors 37mm

Armas antiaeréas
- M/40 Automatic cannon
- Bofors 40mm gun
- Bofors 75mm Model 1929

Artilharia
- Bofors 75mm Model 1934
- 10.5 cm Cannon Model 1927
- 10.5 cm kanon m/34
- Bofors 12 cm M.14
- Haubits m/40

Self-propelled guns
- Stormartillerivagn m/43
- Luftvärnskanonvagn L-62 Anti II

## Tailândia
Armas de mão
- Nambu Tipo 14

Fuzis
- Type 45 Siamese Mauser
- Type 46 Siamese Mauser
- Type 47 Siamese Mauser
- Type 66 Siamese Mauser
- Arisaka

Submetralhadoras
- Type 100

Metralhadoras
- Type 66 light machine gun
- Type 92 heavy machine gun
- Type 66 heavy machine gun

Armas antitanque
- Type 97 automatic cannon

Granadas
- Type 97 grenade
- Type 91 grenade

Lança granadas
- Type 10 grenade discharger

## Império Britânico
Armas de mão
- Webley Mk.VI (.455) & Mk.IV (.38/200)[84]
- Walther PPK (Capturada)
- Walther P38 (Capturada)
- Enfield No. 2[85]
- FN/ Inglis Browning Hi-Power[2]
- Smith & Wesson M&P[86]
- Colt Official Police.
- Colt M1911
- Welrod (utilizado por unidades especiais, como a Special Air Service)[26][87]

Fuzis
- No. III Lee–Enfield[88]
- No. 4 Mk I Lee–Enfield[88]
- Rifle No. 5 Mk I[89]
- Martini-Enfield
- Rifle, .303 Pattern 1914
- M1941 Johnson rifle
- De Lisle carbine
- M1 carbine
- Marlin Model 1894
- M1 Garand
- Winchester 1895

Submetralhadoras
- Sten[85]
- Lanchester[90]
- Thompson M1928, M1928A1, M1A1
- Sterling Submachine Gun

Metralhadoras
- Browning M1917
- Browning M1918
- Browning M1919
- Browning M2
- Bren light machine gun[91]
- Lewis Gun
- Vickers K machine gun
- Vickers machine gun[92]
- Vickers-Berthier
- Besa machine gun
- Besal

Escopetas
- Winchester 1897
- Winchester M12
- Ithaca M37

Armas antitanque
- Projector, Infantry, Anti-Tank (PIAT)[93]
- Rifle, Anti-Tank, .55 in, Boys[92]

Granadas
- No.36M Mk.I
- Grenade, Rifle No. 68 AT – HEAT
- No.69 Mk.I
- No. 76 Special Incendiary Grenade
- No. 73 Grenade
- No.74 ST Grenade
- No.75 Anti-Tank Hand Grenade
- No 77 grenade
- No.82 Hand Grenade

Morteiros
- 2-inch mortar
- Ordnance ML 3-inch Mortar[93]

Lança-chamas
- Flamethrower, Portable, No 2

Fuzis de precisão
- Lee–Enfield
- Pattern 1914 Enfield
- M1D Garand

Facas
- Fairbairn-Sykes Fighting Knife
- Smatchet
- Kukri
- BC-41

## Estados Unidos
Armas de mão
- Colt M1911[94]
- M1917 revolver[95]
- Colt Official Police
- Smith & Wesson M&P
- Welrod (utilizada por unidades especiais, como a Office for Strategic Services)[26]

Fuzis
- M1 Garand
- M1 Carbine
- Springfield M1903A1
- M1917 Enfield
- M1941 Johnson rifle
- Winchester Model 1895
- Winchester Model 70

Fuzis de assalto
- M2 Carbine

Submetralhadoras
- M1A1 Thompson
- M3A1
- M50 Reising[16]
- United Defense M42
- M2 Hyde

Metralhadoras
- Browning M1918A2
- Lewis Gun
- Browning M1917A1 Heavy Machine Gun
- Browning M1919A4 Medium Machine Gun
- Browning M1919A6 Medium Machine Gun
- M1921 Browning machine gun[96]
- Browning M2HB Heavy Machine Gun
- M1941 Johnson machine gun

Fuzis de precisão
- M1D Garand
- Springfield M1903A4 (com escopo)

Escopetas
- Winchester M1897
- Winchester M12
- Browning Auto-5
- Winchester Model 21
- Remington 31
- Stevens M520-30 and M620

Armas antitanque
- Rocket Launcher, M1/A1 "Bazooka"
- Rocket Launcher, M9 "Bazooka"
- M18 recoilless rifle

Lança-chamas
- M2 flamethrower
- M1A1 Flamethrower

Granadas
- Mk.2 Fragmentation Hand Grenade

Lança granadas
- M7 grenade launcher

Morteiros
- M1 Mortar
- M2 4.2-inch mortar
- M2 Mortar

Edged weapons
- Ka-Bar
- M1 bayonet
- M1917 bayonet
- M1905 bayonet
- M1942 bayonet
- Mark I trench knife
- M3 fighting knife
- M4 bayonet
- V-42 Stiletto
- United States Marine Raider Stiletto

### Lista de armas da Segunda guerra mundial mostrada por categorias
| Close Combat Weapons                | Close Combat Weapons        | Close Combat Weapons        | Close Combat Weapons       | Close Combat Weapons                                  |
| Armas                               | Tipo                        | Cartuchos                   | País de Origem             | Detalhes                                              |
| ----------------------------------- | --------------------------- | --------------------------- | -------------------------- | ----------------------------------------------------- |
| NR-40                               | Face de combate             | N/A                         | União Soviética            | N/A                                                   |
| 1219C2                              | Face de combate             | N/A                         | Estados Unidos             | N/A                                                   |
| Fairbairn–Sykes                     | Adaga                       | N/A                         | Reino Unido                | N/A                                                   |
| S84/98 III                          | Baioneta                    | N/A                         | Alemanha                   | N/A                                                   |
| Type 98                             | Sabre                       | N/A                         | Japão                      | N/A                                                   |
| M39                                 | Adaga                       | N/A                         | Itália                     | N/A                                                   |
| Pistolas                            |                             |                             |                            |                                                       |
| Armas                               | Tipo                        | Cartuchos                   | País de Origem             | Detalhes                                              |
| TT-33                               | Pistola                     | 7,62×25mm Tokarev           | União Soviética            | N/A                                                   |
| M1911A1                             | Pistola                     | .45 ACP                     | Estados Unidos             | N/A                                                   |
| Webley Mk IV                        | Pistola                     | .38/200                     | Império Britânico          | N/A                                                   |
| Walther P38                         | Pistola                     | 9×19mm Parabellum           | Alemanha                   | N/A                                                   |
| Nambu Tipo 14                       | Pistola                     | 8×22mm Nambu                | Japão                      | N/A                                                   |
| Beretta M34                         | Pistola                     | .380 ACP                    | Itália                     | N/A                                                   |
| Caçadeiras                          |                             |                             |                            |                                                       |
| Armas                               | Tipo                        | Cartridges                  | País de origem             | Detalhes                                              |
| M12                                 | Escopeta                    | 12-Gauge                    | Estados Unidos             | N/A                                                   |
| Submetralhadoras                    |                             |                             |                            |                                                       |
| Armas                               | Tipo                        | Cartuchos                   | País de Origem             | Detalhes                                              |
| PPSh-41                             | Submetralhadora             | 7,62×25mm Tokarev           | União Soviética            | N/A                                                   |
| PPS-43                              | Submetralhadora             | 7,62×25mm Tokarev           | União Soviética            | N/A                                                   |
| M1A1 Thompson                       | Submetralhadora             | .45 ACP                     | Estados Unidos             | N/A                                                   |
| M3A1                                | Submetralhadora             | .45 ACP                     | Estados Unidos             | N/A                                                   |
| Sten Mk II                          | Submetralhadora             | 9×19mm Parabellum           | Reino Unido                | N/A                                                   |
| MP40                                | Submetralhadora             | 9×19mm Parabellum           | Alemanha                   | N/A                                                   |
| Type 100 Nambu                      | Submetralhadora             | 8×22mm Nambu                | Japão                      | N/A                                                   |
| Beretta M38A                        | Submetralhadora             | 9×19mm Parabellum           | Itália                     | N/A                                                   |
| Fuzis de Assalto & Fuzis de Batalha |                             |                             |                            |                                                       |
| Armas                               | Tipo                        | Cartuchos                   | País de Origem             | Detalhes                                              |
| StG44                               | Fuzil de assalto            | 7,92×33mm Kurz              | Alemanha                   | Available Attachment: - ZF4 4× Scope                  |
| FG 42                               | Fuzil de combate            | 7,92×57mm Mauser            | Alemanha                   | Available Attachment: - ZFG42 4× Scope                |
| Fuzis & Fuzis Antitanque            |                             |                             |                            |                                                       |
| Armas                               | Tipo                        | Cartuchos                   | País de Origem             | Detalhes                                              |
| Mosin–Nagant M91/30                 | Fuzil                       | 7,62×54mmR                  | União Soviética            | Available Attachment: - PU 3.5× Scope                 |
| SVT-40                              | Fuzil                       | 7,62×54mmR                  | União Soviética            | Available Attachment: - PU 3.5× Scope                 |
| M1 Garand                           | Fuzil                       | .30-06 Springfield          | Estados Unidos             | Available Attachment: - M84 2.2× Scope                |
| Springfield M1903A1                 | Fuzil                       | .30-06 Springfield          | Estados Unidos             | Available Attachment: - Unertl 7.8× Scope             |
| M1 Carbine                          | Fuzil                       | .30 Carbine                 | Estados Unidos             | N/A                                                   |
| Lee–Enfield No.4 Mk I               | Fuzil                       | .303 British                | Reino Unido                | Available Attachment: - No.32 Mk II 3.5× Scope        |
| Kar98k                              | Fuzil                       | 7,92×57mm Mauser            | Alemanha                   | Available Attachment: - ZF42 5× Scope                 |
| Gewehr 43                           | Fuzil                       | 7,92×57mm Mauser            | Alemanha                   | Available Attachment: - ZF4 4× Scope                  |
| Type 99 Arisaka                     | Fuzil                       | 7,7×58mm Arisaka            | Japão                      | Available Attachment: - Type 99 4× Scope              |
| Carcano M91/38                      | Fuzil                       | 6,5×52mm Mannlicher–Carcano | Itália                     | N/A                                                   |
| PTRD-41                             | Fuzil antitanque            | 14,5×114mm                  | União Soviética            | N/A                                                   |
| PTRS-41                             | Fuzil antitanque            | 14,5×114mm                  | União Soviética            | N/A                                                   |
| Metralhadoras                       |                             |                             |                            |                                                       |
| Armas                               | Tipo                        | Cartuchos                   | País de Origem             | Detalhes                                              |
| DP-28                               | Metralhadora leve           | 7,62×54mmR                  | União Soviética            | N/A                                                   |
| M1918A2                             | Metralhadora leve           | .30-06 Springfield          | Estados Unidos             | N/A                                                   |
| Bren Mk II                          | Metralhadora leve           | .303 British                | Checoslováquia Reino Unido | N/A                                                   |
| MG26(t)                             | Metralhadora leve           | 7,92×57mm Mauser            | Checoslováquia             | Commonly used by the Wehrmacht during skirmish battle |
| Type 99 Nambu                       | Metralhadora leve           | 7,7×58mm Arisaka            | Japão                      | N/A                                                   |
| Breda M30                           | Metralhadora leve           | 6,5×52mm Mannlicher–Carcano | Itália                     | N/A                                                   |
| M1919A4                             | Metralhadora média          | .30-06 Springfield          | Estados Unidos             | N/A                                                   |
| Vickers Mk I                        | Metralhadora média          | .303 British                | Reino Unido                | N/A                                                   |
| Maxim M1910                         | Metralhadora pesada         | 7,62×54mmR                  | Rússia                     | N/A                                                   |
| Browning M2HB                       | Metralhadora pesada         | .50 BMG                     | Estados Unidos             | N/A                                                   |
| Type 92 Nambu                       | Metralhadora pesada         | 7,7×58mm Arisaka            | Japão                      | N/A                                                   |
| Breda M37                           | Metralhadora pesada         | 8×59mm RB Breda             | Itália                     | N/A                                                   |
| MG34                                | General Purpose Machine Gun | 7,92×57mm Mauser            | Alemanha                   | N/A                                                   |
| MG42                                | General Purpose Machine Gun | 7,92×57mm Mauser            | Alemanha                   | N/A                                                   |
| Granadas & Granadas Antitanque      |                             |                             |                            |                                                       |
| Armas                               | Tipo                        | Filling                     | País de origem             | Detalhes                                              |
| RGD-33                              | Granada                     | TNT                         | União Soviética            | N/A                                                   |
| Mk II                               | Granada                     | TNT                         | Estados Unidos             | N/A                                                   |
| No.36                               | Granada                     | Baratol                     | Reino Unido                | N/A                                                   |
| M24                                 | Granada                     | TNT                         | Alemanha                   | N/A                                                   |
| Type 97                             | Granada                     | TNT                         | Japão                      | N/A                                                   |
| M35                                 | Granada                     | TNT                         | Itália                     | N/A                                                   |
| RPG-43                              | Granada Antitanque          | TNT                         | União Soviética            | N/A                                                   |
| No.74                               | Granada Antitanque          | NG                          | Reino Unido                | N/A                                                   |
| Hafthohlladung H3.5                 | Granada Antitanque          | TNT                         | Alemanha                   | N/A                                                   |
| Type L                              | Granada Antitanque          | TNT                         | Itália                     | N/A                                                   |